# Louise Gaillard
Pour les articles homonymes, voir Louise Gaillard (homonymie) et Gaillard.
Louise Gaillard est une des militantes sourdes de la France à la Belle Époque, née le 14 juin 1879 à Paris 11e et morte le 2 août 1920 au Puy-en-Velay. Louise est reconnue pour le surnom Jeanne d'Arc des sourds-muets et la deuxième femme de Henri Gaillard.
Elle est également une poétesse reconnue au sein de la communauté sourde avec des interventions régulières lors des banquets et des publications au sein de la presse sourde comme la Revue des Sourds-Muets.

## Biographie

### Enfance
Ses parents Claude Walser et Philiberte Durey donnent la vie à Louise Walser et son frère jumeau, Léon, le 14 juin 1879. Louise et Léon sont les derniers enfants de la fratrie. L'aîné, Joseph, n’a vécu qu’un mois tandis que le cadet, Henri, a quatorze ans de plus que les jumeaux. Léon meurt de la diphtérie, à l'âge de 3 ans et demi. Louise perd l'audition à l'âge de huit ans : elle connait donc déjà le français écrit et oral.

### Étude
Le 6 février 1892, Louise quitte Paris pour étudier à l'Institution nationale des sourdes-muettes de Bordeaux et obtient, comme tous les autres élèves, un numéro, le 937. Malgré la fin de l'enseignement en langue des signes depuis 1879, Louise découvre la découvre clandestinement grâce à ses camarades. 
Le père, Claude Walser meurt en mars 1899 à l'âgé de 59 ans, quelques mois avant la fin des études de sa fille.

### Vie privée
Le 16 février 1901, Louise épouse Charles Dupont dans la mairie du 20e arrondissement de Paris mais le couple divorce en 1906. Quelques mois après, Charles s'éteint à l'âge de 29 ans.
Le 29 juillet 1911, elle épouse Henri Gaillard, avec qui elle a 4 enfants.

### Poétesse
Outre de nombreux poèmes déclamés en langue des signes, dont il est fait mention dans la presse sourde de l'époque, elle écrit également des poésies qui sont principalement publiés dans la Revue des Sourds-Muets  : Hommage à ma mère, Anniversaire de la Revue, Désir, Bonne année, Berceuse d'anges, Ma mère.

### Congrès international des sourds-muets à Paris en 1912
Le vendredi 2 août 1912, le débat se base sur la question: « L'enseignement religieux est-il donné dans ou hors de l'école ? Comment est-il donné, par la mimique ou par l'orale ? ». Louise a expliqué que l'enseignement en langue des signes est plus adapté pour les jeunes sourds car pendant sa scolarité à l'Institution nationale des sourdes-muettes de Bordeaux, elle a remarqué la difficulté liée à l'enseignement à l'oral et se souvient d'avoir traduit une leçon en langue des signes pour les aider. 
Angélique Camau (ou Mère Angélique), la supérieure et directrice des études de l’Institution nationale des Sourdes-Muettes de Bordeaux, répond directement à son ancienne élève en signant qu’elle a honte d’elle. Les américains soutiennent Louise en larmes, et la surnomment Jeanne d'Arc des sourds-muets pour la défense de la langue des signes.
Après ce congrès, Louise reçoit des soutiens américains : une trentaine de femmes sourdes de Los Angeles lui envoient une lettre de soutien ; le secrétaire de l’association nationale des Sourds américains en novembre 1913. Et après cet incident, Louise est connue sous le nom de Jeanne d'Arc des sourds-muets.

### Au Puy-en-Velay
En 1914, la Première Guerre mondiale éclate, elle et ses enfants s'installent au Puy-en-Velay sauf Henri Gaillard qui reste à Paris. Le 2 août 1920, elle est retrouvée évanouie sur la route Espaly-Saint-Marcel et Le Puy-en-Velay et, transportée à l’hôpital, elle meurt ce jour-là.

### Bibliothèque Louise Walser-Gaillard
Le 11 juillet 2019, le conseil de Paris a voté pour attribuer à la Bibliothèque Chaptal le nom de Louise Walser-Gaillard. C'est la première bibliothèque à porter le nom d'une militante sourde.  